# Червоненко, Альфред Григорьевич
Альфред Григорьевич Червоненко (укр. Альфред Григорович Червоненко; 11 декабря 1934 — 20 июня 1997) — советский и украинский горный инженер, доктор технических наук, профессор, автор ряда запатентованных изобретений.

## Биография
В 1958 окончил Днепропетровский горный институт. Работал в Институте геотехнической механики имени Н. С. Полякова, где с 1991 до 1993 возглавлял отдел физико-механических основ горного транспорта, а с 1993 по 1997 отдел механики машин и процессов переработки минерального сырья. Занимался разработками в области повышения обогащения и производительности оборудования. В частности, в 1987 с рядом соавторов представил устройство для грохочения материала в потоке пульпы.

## Семья
Жена — Людмила Израйлевна Маршак (Червоненко), горный инженер-механик.
Сын Евгений Червоненко, автогонщик и политик.
Сын Игорь Червоненко, глава Аптечной профессиональной ассоциации Украины.

## Публикации
- Потураев В. Н., Червоненко А. Г., Ободан Ю. Я. Динамика и прочность вибрационных транспортно-технологических машин. Ленинград, 1989. ISBN 5-217-00567-X.[9]
- Червоненко А. Г., Раздольский А. Г., Заболотный Ю. В. Динамика протяженных горных транспортных машин. Киев, «Наукова думка», 1983. — 191 с. : ил.[10]